# Txiguitxinakh
Txiguitxinakh (en rus: Чигичинах) és un poble (possiólok) de l'óblast de Magadan, a Rússia, que el 2015 no tenia cap habitant. Es troba al marge esquerre del riu Kolimà.